# Byron ou la Vie immorale d'un poète
Byron ou la Vie immorale d'un poète est une pièce de théâtre de Grégory Herpe qui fut créée à Paris en 1989. L'auteur fit lui-même la mise en scène.
La pièce retrace un moment de la vie de Lord Byron, durant lequel celui-ci plongea dans le trouble le plus total, allant jusqu'à se détruire à petit feu.

## Distribution
- Lord Byron : Grégory Herpe
- Claire Clarmont :   Bénédicte Mathieu
- Percy Shelley : Olivier Poujol
- Polidori : Thierry Gilles
- Mary Godwin :  Brigitte Bémol